# Ophientrema
Ophientrema är ett släkte av ormstjärnor. Ophientrema ingår i familjen knotterormstjärnor.
Kladogram enligt Catalogue of Life:
| Ophientrema | \| \| Ophientrema leucosticta \| \| \| \| \| \| Ophientrema scolopendrica \| \| \| \| |
|             | \| \| Ophientrema leucosticta \| \| \| \| \| \| Ophientrema scolopendrica \| \| \| \| |
|             | Ophientrema leucosticta                                                               |
|             |                                                                                       |
|             | Ophientrema scolopendrica                                                             |
|             |                                                                                       |